# ハニーメモリー
「ハニーメモリー」は、aikoの楽曲。2020年10月21日に40作目のシングルとしてポニーキャニオンから発売された。

## 解説
CDシングルとして前作「青空」から8ヶ月ぶりの通算40枚目のシングル。
初回限定盤はカラートレイ、8ページのブックレット仕様。
カップリングの「58cm」は、LIVEで「あたしだけのもの」というタイトルで初披露されていた。

## 収録曲
| 全作詞・作曲: AIKO。 |                                   |           |            |                  |      |
| #                    | タイトル                          | 作詞      | 作曲・編曲 | 編曲             | 時間 |
| 1.                   | 「ハニーメモリー」                | AIKO      | AIKO       | OSTER project    | 4:01 |
| 2.                   | 「58cm」                          | AIKO      | AIKO       | Kano Kawashima   | 4:06 |
| 3.                   | 「心焼け」                        | AIKO      | AIKO       | Masanori Shimada | 4:59 |
| 4.                   | 「ハニーメモリー (instrumental)」 | AIKO      | AIKO       | OSTER project    | 3:56 |
| 合計時間:            | 合計時間:                         | 合計時間: | 17:03      |                  |      |